# 155/45 Norinco SP
Die 155/45 Norinco SP (andere Bezeichnungen: PLZ-45 oder Typ 88) ist eine chinesische Panzerhaubitze.
Die 155/45 ist eine konventionelle Selbstfahrlafette mit Kettenlaufwerk und Vorderantrieb. Der Turm hat einen Seitenrichtbereich von 360° und ist vollständig gepanzert. Die Waffe verfügt über einen Rauchabsauger und eine Mündungsbremse sowie eine mechanische Lade- und Ansetzhilfe, um die Feuergeschwindigkeit zu steigern. Zur Feuerkontrolle werden sowohl optische als auch computergesteuerte Systeme verwendet. Der Höhenrichtbereich der Waffe reicht von −9° bis +72°. Damit erreicht sie allerdings nicht annähernd das Feuerniveau der französischen AMX-30 AuF1 oder der britischen Abbot. Diese Fahrzeuge können, trotz ihres relativen Alters, auch auf Laserentfernungsmesser zurückgreifen. Der Vorteil des Fahrzeugs sind die sehr niedrigen Kosten, welche die Selbstfahrlafette auch für vergleichsweise ärmere Staaten interessant macht. Als Geschütz verwendet die 155/45 die Kanonenhaubitze WAC-21 (PLL01) mit Kaliber 155 mm und 45 Kaliberlängen. Dieses Kanonenhaubitze entstammt der GC-45, welche von Gerald Bull entwickelt wurde. Die maximale Schussdistanz der 155/45 beträgt mit ERFB-Geschossen 30 km und mit ERFB-BB-Geschossen 39 km. An Bord des Fahrzeuges können 30 Geschosse Bereitschaftsmunition und die dazugehörigen Treibladungen transportiert werden. Die 155/45 wurde primär für den Export entwickelt und wurde von der Volksbefreiungsarmee nur für Feldtests beschafft. Die PLZ-45-Ausführung mit einem Geschütz mit 52 Kaliberlängen (L/52) wird PLZ-05 bezeichnet.

## Nutzerstaaten
Daten aus
- Algerien – 50
- Äthiopien – 18 im Jahr 1999 erhalten.[4]
- Kuwait – 50
- Saudi-Arabien – 54
- Volksrepublik China – Unbekannte Anzahl für Tests